# Mehmet Ali Ağca
Mehmet Ali Ağca (Hekimhan, 9. siječnja, 1958.) turski je ekstremist. Po političkim stajalištima naginjao je turskom terorističkom pokretu Sivi Vukovi (tur. Bozkurtla). Pozornost svjetske javnosti privlači atentatom izvršenim na tadašnjeg papu Ivana Pavla II. 13. svibnja 1981. na Trgu svetog Petra u Rimu. Na papu je pucao pištoljem iz blizine i ranio ga u trbuh, kažiprst i desni lakat. Postoje različite teorije o motivu atentata od kojih neke dovode atentat u vezu s ruskom tajnom službom KGB.
Papa ga je posjetio u zatvoru i oprostio mu za (ne)djelo koje je izvršio.
Poslije 19 godina provedenih u zatvoru u Italiji izručen je Turskoj 2000. godine, gdje je odslužio još sedam godina zatvora zbog ubojstva turskog novinara Abdija Ipekcija 1979. godine. Početkom 2006. je oslobođen.

## Vanjske poveznice
- http://www.rotten.com/library/bio/crime/assassins/mehmet-ali-agca  Arhivirana inačica izvorne stranice od 14. svibnja 2011. (Wayback Machine)
- http://www.novinite.com/view_news.php?id=46594